# تپه بابا بیگلو
تپه بابا بیگلو مربوط به دوره سلجوقیان - دوره ایلخانی است و در شهرستان ابهر، بخش مرکزی، دهستان دره سجین، ۱۶۴۰ متری جنوب غربی روستای ارکین واقع شده و این اثر در تاریخ ۲۶ دی ۱۳۸۶ با شمارهٔ ثبت ۲۰۵۰۲ به‌عنوان یکی از آثار ملی ایران به ثبت رسیده است.